# Auchenoceros punctatus
Auchenoceros punctatus är en fiskart som först beskrevs av Hutton, 1873.  Auchenoceros punctatus ingår i släktet Auchenoceros och familjen Moridae. Inga underarter finns listade.